# Госпър
Окръг Госпър (на английски: Gosper County) е окръг в щата Небраска, Съединени американски щати. Площта му е 1199 km², а населението - 2143 души (2000). Административен център е град Елуд.